# 張廖家廟
24°10′57″N 120°38′44″E / 24.182448°N 120.645603°E
張廖家廟，俗稱「張廖公館」、「廖祖厝」或「天與公祠」，因以「承祜」為號，故又稱為「承祜堂」。位於臺中市西屯區西平里西安街205巷1號，剛好在逢甲大學旁的逢甲夜市的外圍。
張廖家廟奉祀張廖第六世祖『張廖天與』，於光緒12年籌建，在清光緒13年（1887年）起建，歷經張廖家族30年的持續建築，在大正5年（1916年）終於全部完工，其格局類似客家建築，主體建築以傳統三堂二過水加一圍屋之客家常見環形土樓，而其斗栱形式之多樣為它處少見，有方形、八角、碗形、菱形、花瓶形等，據專家考據可能與其新建過程中建築師父不同所產生的差異。
張廖家廟於1985年（民國74年）11月27日指定為三級古蹟，目前仍保持傳統家廟的功能，而張廖家族仍然以此作為家族的精神象徵與宗族的聚會場所，並組成祭祀公業管理家廟目前負責人為廖德懷先生、廖繼輝。

## 景觀

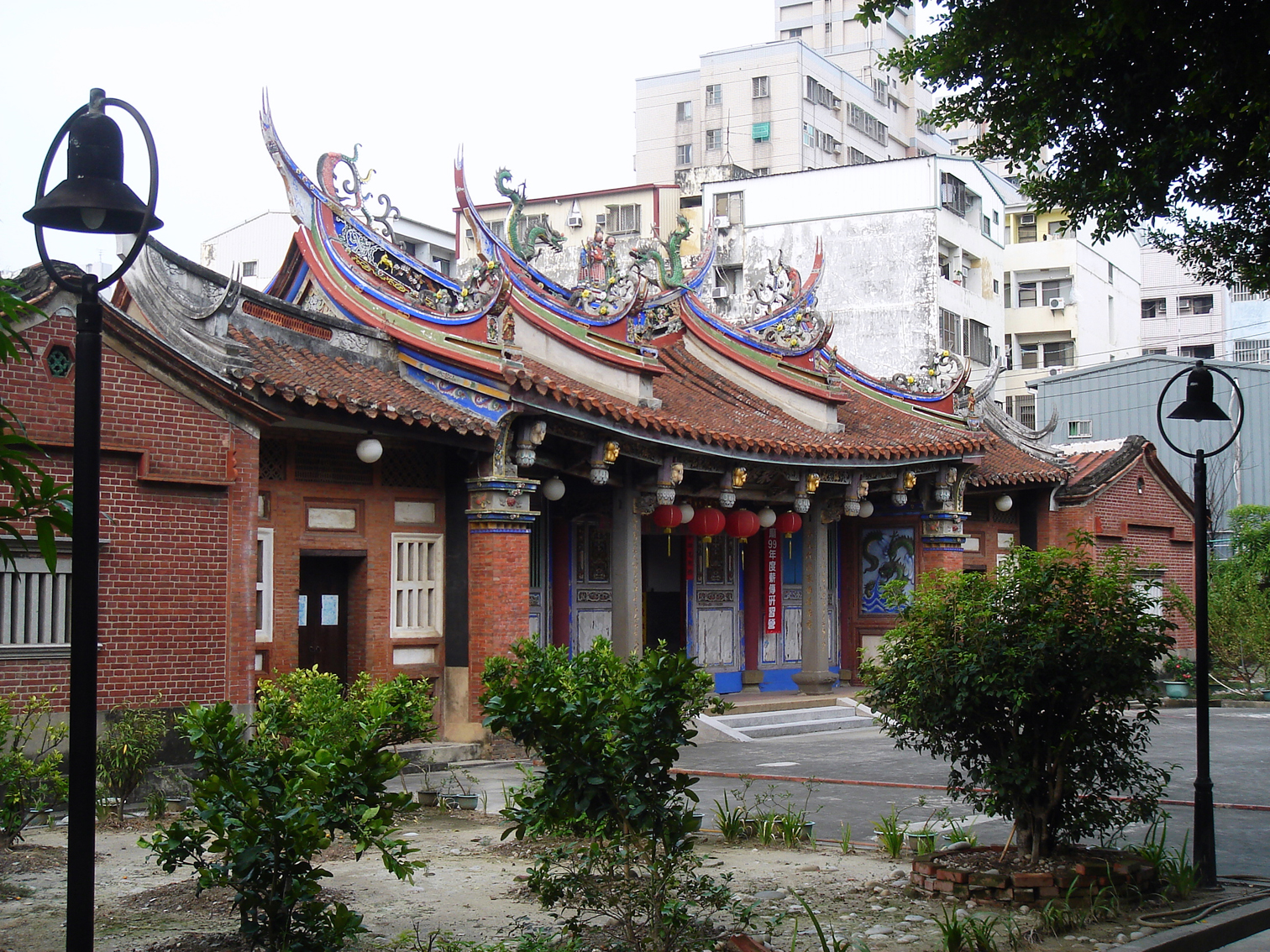
張廖家廟
承祜堂室內的傳統建築風格
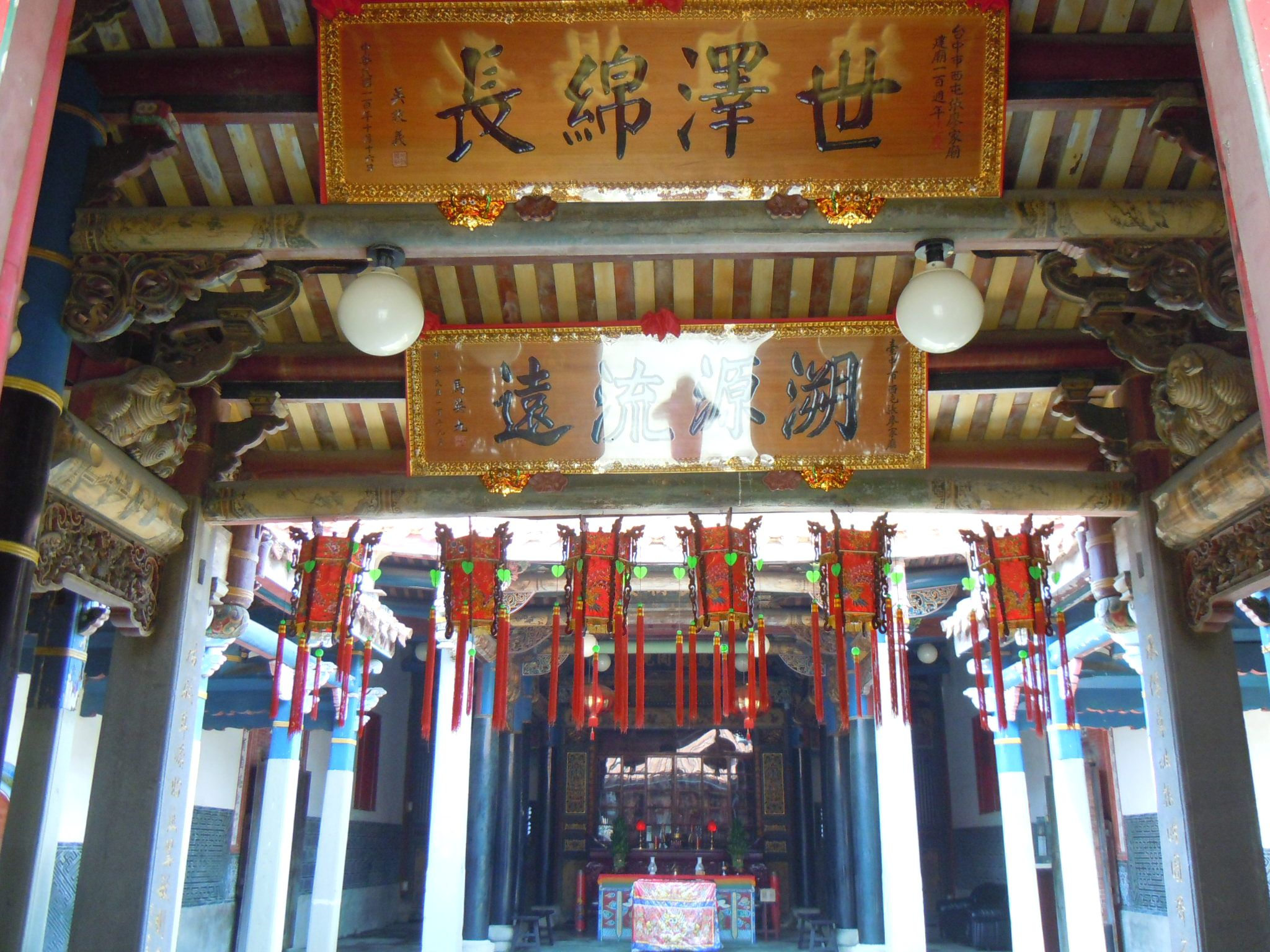
中華民國正副元首致贈匾留念
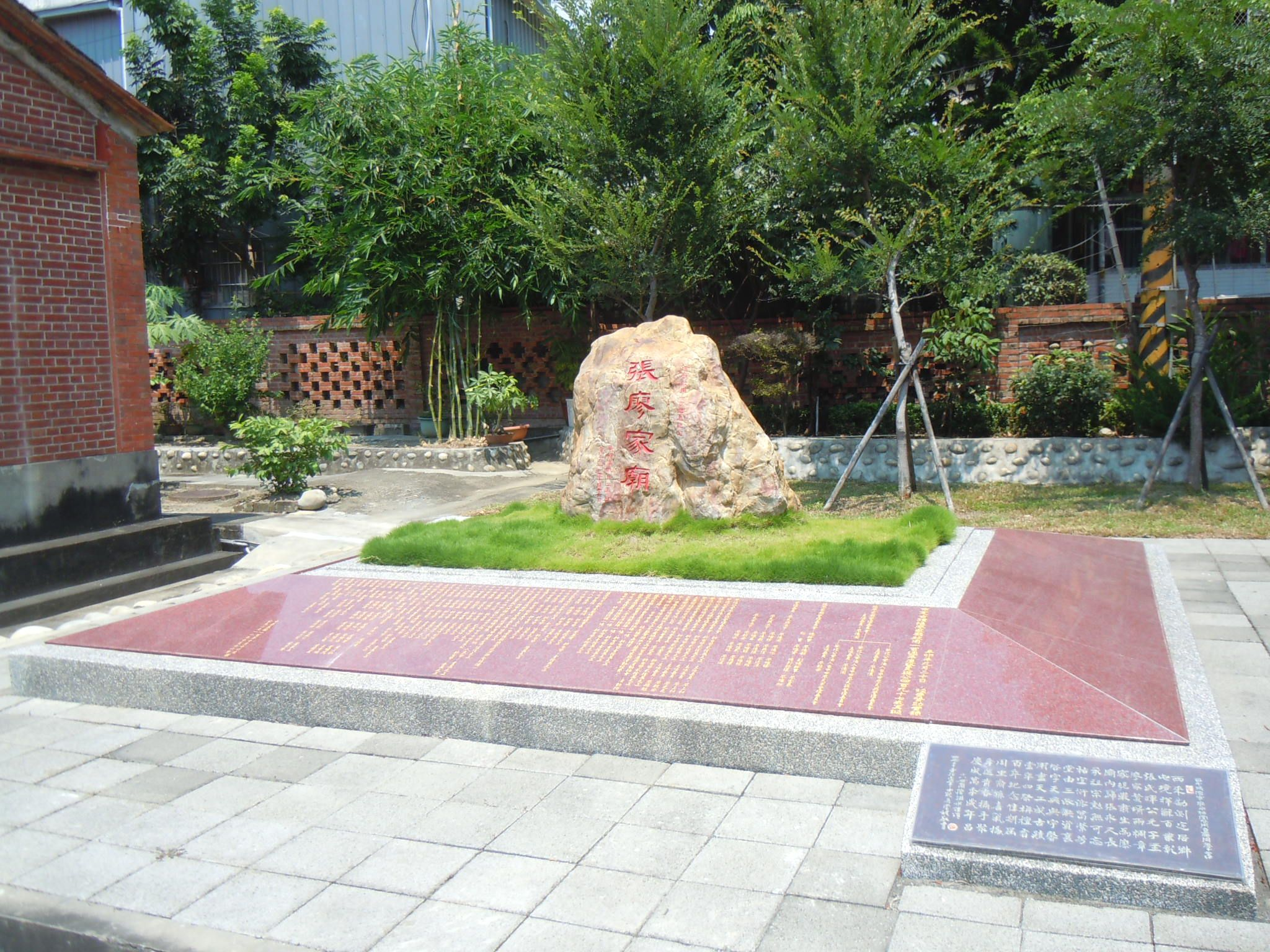
張廖家廟廣場景觀
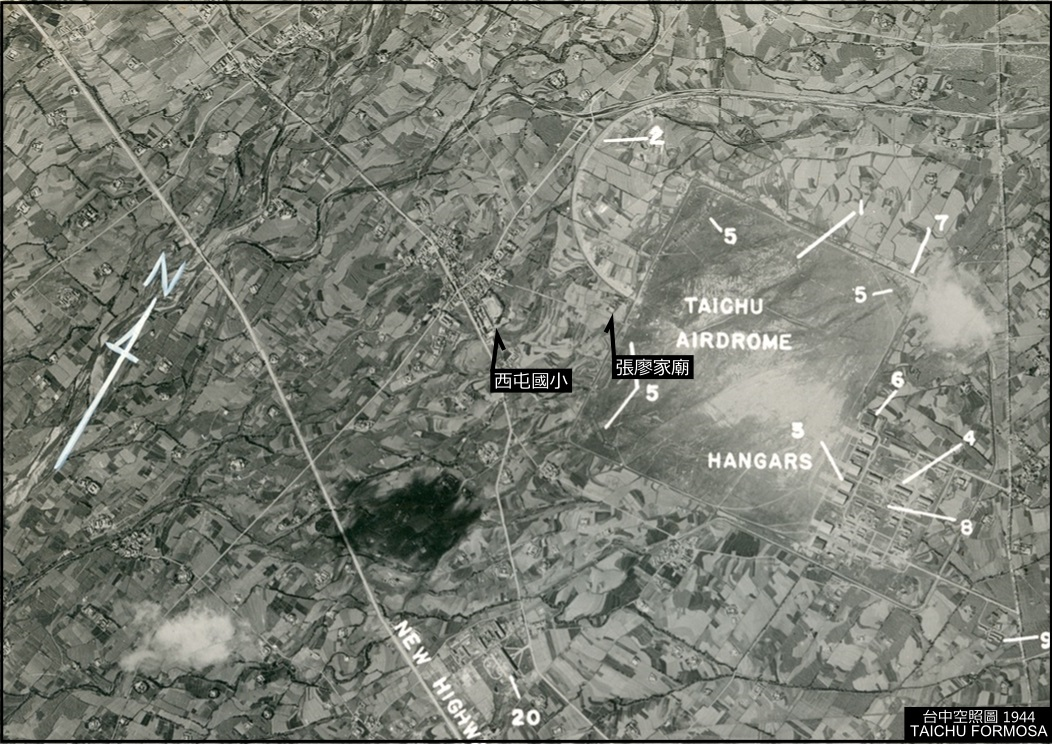
1944年張廖家廟空照圖

## 交通
臺中市市區公車
福星西安街口或漢翔公司（星享道）
- 全航客運：5、199
- 台中客運：28、29、33、35、54、藍9
- 中台灣客運：25、37、125
- 仁友客運：45
- 統聯客運：63、79、藍13
- 豐原客運：63、229
- 巨業交通：167

## 名人
- 張廖貴專
- 張廖乃綸
- 張廖萬堅